# Adonis (Cocktail)
Der Adonis ist ein alkoholhaltiger Cocktail aus Sherry, Wermut und Orange Bitters.

## Geschichte
Erstmals nachweislich gemixt wurde der Adonis Mitte der 1880er Jahre im Waldorf Astoria in New York City. Sein Name geht zurück auf das gleichnamige Broadway-Musical von William Gill, welches im Jahr 1884 in New York uraufgeführt wurde und das erste Broadway-Musical war, welches dort mehr als 500 Mal aufgeführt wurde.
Erstmalige schriftliche Erwähnung fand der Drink in dem Buch The Complete Manual of Mixing Drinks von Jacques Straub aus dem Jahr 1913. Zwar findet sich schon mehrere Jahrzehnte zuvor eine schriftliche Erwähnung des Cocktails, jedoch im Sinne eines Getränkes, welches dem Turf Club entspricht.

## Zubereitung und Variationen
Der Cocktail wird aus gleichen Teilen Sherry Fino und Wermut sowie zwei Dashes Orange Bitters zubereitet, die in ein Mixingglas mit Eis gegeben und gerührt werden.
Der Adonis ähnelt damit sehr stark einem weiteren Sherry-basierten Cocktail, dem Bamboo. Der Unterschied ist, dass bei dem Adonis süßer Wermut verwendet wird, während der Bamboo nach trockenem Wermut verlangt. Auch die beim Bamboo teilweise verwendeten Dashes Angostura Bitter unterscheiden ihn vom Adonis. Da der Adonis wie erwähnt in dem Buch The Complete Manual of Mixing Drinks von Jacques Straub aus dem Jahr 1913 und damit mehr als 20 Jahre später als der Bamboo erstmals auftaucht, ist der Bamboo mutmaßlich der erste Cocktail, der auf Sherry und Wermut basiert.